# 류영수양관연명지도
류영수양관연명지도(留營首陽館延命之圖)는 대한민국 조선시대 1581년(선조 14) 연안부사(延安府使)였던 윤두수(1533~1601)가 10년 전 황해도 관찰사로 부임할 때를 회상하며 그린 그림이다. 1994년 10월 29일 경기도 유형문화재 제149호로 지정되었다.

## 개요
화폭 오른쪽 위에 7언시 56자를 쓴 후 그 끝에 연대와 인장을 찍고, 이어서 당시 선생을 수행하였던 24인의 이름·소속·직명 등을 적어 놓았다. 그림 윗부분에 전서체로 써놓은 ‘유영수양관 연명지도’라는 글씨는 선생의 아우인 윤근수의 글씨로 알려져 있다. 그림은 수양관 전경과 관찰사로 행차할 때의 행렬 의식 등을 채색하여 그렸다.
이 그림은 영사공관인 수양관에 소장되어 있었는데, 영조 13년(1737) 오음의 6대 손인 윤득화가 이 그림과 글씨를 보고, 그림에 대한 유래 등을 서술하면서 조상들이 했던 방식대로 자신을 수행한 29명의 이름 등을 적어놓았다. 이 후 영조 44년(1768)에 6대손 윤득양, 순조 3년(1803) 8대손 윤정렬, 순조 14년(1814) 8대손 윤윽렬이 그림과 글씨를 보았음을 함께 적어 놓았다.
그림을 통하여 16세기 초 황해도 감영의 선화당 전경을 볼 수 있을 뿐만 아니라, 짧막한 선과 작은 점으로 표현한 산의 모습에서 조선 전기에 유행하였던 안견파 화풍의 영향이 엿보인다.
비록 선생이 생전에 그렸던 원본은 아니나, 조선 전기의 작품이 드문 현재의 상황에 비추어 볼 때 그림이 지니는 역사적 가치는 매우 높다 하겠다.

## 소재지 변경
2015년 8월 31일 윤인구 아나운서가 국립중앙박물관으로 기증하였다.

## 같이 보기
- 윤두수

## 참고 문헌
- 류영수양관연명지도 - 국가유산청 국가유산포털
- <유영수양관연명지도(留營首陽館延命之圖)> - 국립중앙박물관 / 기증내역사례